# مقاطعة سكامانيا (واشنطن)
مقاطعة سكامانيا (بالإنجليزية: Skamania County)‏ هي إحدى مقاطعات ولاية واشنطن في الولايات المتحدة الأمريكية.